# Caprima

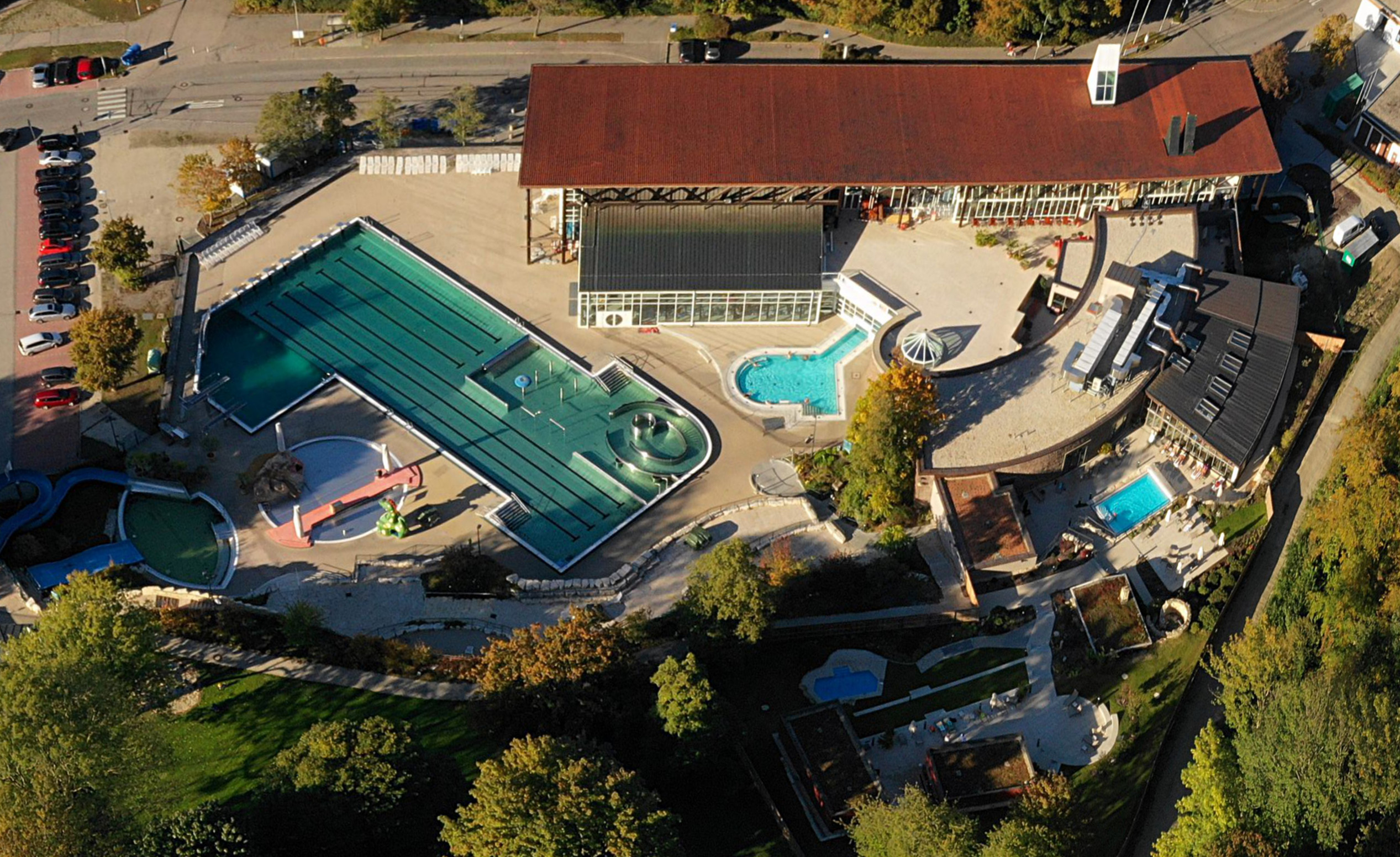
Luftbild von 2018

Caprima ist ein städtisches Freizeitbad im niederbayerischen Dingolfing. Mit etwa 280.000 Besuchern jährlich zählt die Freizeiteinrichtung zu den beliebtesten im niederbayerischen Raum.

## Geschichte
Das Caprima-Bad wurde im Jahr 1983 eröffnet. Neben dem traditionellen Schwimm- und Planschbecken bietet das Bad seitdem ein Hallen-Wellenbad, eine „Grotte“, ein Heißbecken, Rutschen und diverse Saunen. Der Außenbadebereich wurde in den Jahren 1999 bis 2000 in eine mediterrane Terrassenlandschaft umgestaltet. Der Saunabereich wurde im Jahr 2001 erstmals erneuert. Seit 2003 ist das Caprima Kinderland-Partner der Bayern Tourismus Marketing GmbH. Im Jahr 2014 wurde die Beckenlandschaft im Außenbereich neu gestaltet. Das 50-Meter-Becken wurde zum Teil in ein Erlebnisbecken mit Strömungskanal, Sprudelliegen und Wasservorhängen umgebaut. Für Schwimmer stehen weiterhin vier 50-Meter- und drei 25-Meter-Bahnen zur Verfügung. Die Erhöhung der Wasseroberfläche auf ca. 45 cm über den Barfußbereich und LED-Bänder in der Beckenumrandung erhöhen die optische Attraktivität. Ein Massagepilz, ein neues Kinderbecken und eine sechs Meter hohe Kletterwand ergänzen das Angebot. Im Jahr 2017 wurde der Saunabereich als „Wellnesswelt“ komplett erneuert. Neu sind hier zwei weitere Saunen im Außenbereich, ein Soleinhalarium und ein Gastronomiebereich.
Das Caprima ist auch der Ort für Veranstaltungen wie Kinoabende, Open-Air-Kino, Sommerfeste, Frühschoppen.

## Attraktionen
| - Erlebnis-/Sportbecken - Wellenbad - Heißwasserbecken - Breitwasserrutsche | - Solorutsche - Spiel- und Wassergarten - Elefantenrutsche - verschiedene Saunen | - Restaurant - Beachvolleyballfeld - Kinderspielplatz - Holzkegelbahn |